# Die Rückkehr des Poeten
Die Rückkehr des Poeten (englisch: The Narrows) ist der 14. Roman des US-amerikanischen Krimi-Autors Michael Connelly. Es ist das 10. Buch der Harry-Bosch-Serie, erschienen 2004 (deutsch 2005).

## Handlung
Rachel Walling, eine FBI-Agentin, war maßgeblich an der Verfolgung eines Serienmörders – genannt „Der Poet“ – beteiligt gewesen. Er konnte wegen der Hartnäckigkeit des Journalisten Jack McEvoy überführt werden und es stellte sich heraus, dass der Poet niemand anderes als der Vorgesetzte von Walling beim FBI, Robert Backus, war. Backus konnte entkommen und es war unklar, ob er noch lebte. Das FBI suchte einen Sündenbock und hatte Walling nach North Dakota, später nach Rapid City in South Dakota, strafversetzt. Dort erhält sie einen Anruf: „Der Poet ist zurück“, er hat in der Nähe von Las Vegas sechs Leichen verscharrt und machtbesessen das FBI sogar dorthin geführt.
Zeitgleich: Terry McCaleb,  der ehemalige Profiler des FBI ist an Herzversagen auf seinem Boot gestorben. Seine Frau vermutet jedoch, dass jemand seine Herzmedikamente manipuliert hat und bittet deshalb Harry Bosch, den Tod ihres Mannes zu untersuchen. Bosch findet in McCalebs Boot Akten, darunter die des Poeten und vermutet, dass der Poet McCaleb ermordet hat. Eine Spur führt nach Zzyzx in der Mojave-Wüste zwischen Los Angeles und Las Vegas. Bosch fährt dorthin und trifft dort auf die Ermittler des FBI, die die Leichen der Opfer des Poeten ausgraben!
Bei seiner Vernehmung ist auch Rachel Walling dabei. Beide Außenseiter in der Ermittlung des FBI, schließen sie sich zusammen und verfolgen Backus auf eigene Faust. Die Spuren, die Backus bewusst legt, führen sie nach Clear in Nevada, wo Backus 4 Jahre in einem Trailer unter dem Namen Tom Walling (!) gelebt hatte. In diesem Trailer finden sie einen Toten. Bei der Untersuchung des Trailers löst Walling eine von Backus vorbereitete Explosion aus, der Walling und Bosch nur knapp entkommen. Beim Trailer findet Bosch eine halb verbrannte Quittung eines Buchladens, der ihn schließlich den nächsten Schritt des Poeten erahnen lässt.
Ed Thomas, der ehemalige Polizist des LAPD, hat einen Buchladen in Los Angeles. Er war 1996 auch im Visier des Poeten gewesen. Nun wird er von Backus gelockt: unter falschem Namen bietet Backus eine Büchersammlung zum Verkauf an. Bosch und Walling folgen Thomas zum Haus des angeblichen Büchersammlers, wo Backus Thomas bereits überwältigt hat. Bosch greift ein. Backus kann aber wieder entkommen. Bei der Verfolgung stürzen beide in eine Betonrinne des Los Angeles River, die reißende Wassermassen führt wegen des Jahrhundert-Sturms 2004. Nach einem Kampf ertrinkt Backus und Bosch überlebt knapp.
Später findet Bosch heraus, dass McCaleb wahrscheinlich nicht von Backus ermordet wurde. Er hat sich wohl selbst durch Placebos an Stelle seiner Medikamente getötet, damit sein Tod zufällig aussah. Er wollte seiner Frau und seinen Kindern den finanziellen Ruin durch die Krankheitskosten ersparen, die er auf sich zukommen sah, weil sein zweites Herz kurz vor dem Versagen stand.
Anmerkungen
1. ↑  Diese Vorgeschichte des Buchs war 1996 passiert und wird im Roman Der Poet von Michael Connelly erzählt.
2. ↑  Hauptfigur des Romans Das zweite Herz von Michael Connelly, sowie wichtige Figur in Dunkler als die Nacht.
3. ↑  In Boschs Jugend wurden diese an sich trockenen Rinnen, die bei starkem Regen zu wahren Sturzbächen anschwollen „The Narrows“ genannt, daher der Originaltitel des Romans.

## Querbezüge
Bosch erfährt von McCalebs Tod aus der Las Vegas Sun. Die Nachricht schaffte es in die Zeitungen, weil der Fall Das zweite Herz auch in der fiktionalen Welt Connellys mit Clint Eastwood in der Rolle von Terry McCaleb unter dem Titel Blood Work verfilmt wurde. Das obwohl Eastwood um die 20 Jahre älter war als McCaleb. Der Film hatte nur mäßigen Erfolg.
Harry Bosch spricht in Las Vegas mit seiner Nachbarin Jane Davis, welche anscheinend am Flughafen ankommende reiche, potenzielle Spieler ausspäht. Diese hat eine  Tochter, die jetzt in Frankreich lebt. Dabei handelt es sich um Cassie Black aus dem Roman Im Schatten des Mondes, wie Bosch im nächsten Roman Vergessene Stimmen erfährt.

## Hintergrund
Nach dem 11. September sagt Connelly, dass die Terroranschläge für viele Menschen in verschiedener Weise erschütternde Effekte hatten und für ihn selbst die Welt unsicherer geworden sei. Er hatte ursprünglich vor, den Killer aus seinem Roman ‚Der Poet‘ in seiner fiktionalen Welt ungeschoren in Freiheit zu belassen. Jetzt hat er es sich anders überlegt: „Es war mein Wunsch, dieses Böse nicht da draußen zu haben“. Deshalb schrieb er ‚Die Rückkehr des Poeten‘.

## Rezeption
Publishers Weekly hält den Roman für eines der Meisterwerke von Connelly. Die Rezension hebt insbesondere hervor, dass Connelly eine explosive Handlung, farbig gezeichnete Charaktere und eine akribische Darstellung der Polizeiarbeit zusammenbringt.
Die New York Times ordnet ‚Die Rückkehr des Poeten‘ als den besten Roman Connellys seit ‚Kein Engel so rein‘ ein.
In der Los Angeles Times betont der Rezensent, dass Connelly eine „faszinierende Welt für seinen Helden, ein Spiegelbild der Westküste, irgendwo zwischen Fiktion und Fakten“, erschaffen habe.
Die Krimicouch hält diesen Roman nicht für einen Höhepunkt der Bosch-Serie: Harry Bosch ist in den Augen von Michael Drewniok in diesem Roman etwas zu sehr mit sich im Reinen, die Intensität fehle. 
„Seinen Attacken gegen arrogante FBI-Beamte fehlt der Biss, weil diese nie wirklich gefährlich wirken.“ Gleichwohl hält er ‚Die Rückkehr des Poeten‘ für lesenswert.

## Ausgaben
- Michael Connelly: The Narrows. Little, Brown and Company, 2004 ISBN 0-316-15530-6
- Michael Connelly: Die Rückkehr des Poeten. Aus dem Amerikanischen von Sepp Leeb. Heyne, München, 2005, ISBN 978-3-453-01311-7
- Michael Connelly: Die Rückkehr des Poeten. Aus dem Amerikanischen von Sepp Leeb. Ueberreuter, Wien, 2007, ISBN 978-3-8000-9245-1
- Michael Connelly: Die Rückkehr des Poeten: Der zehnte Fall für Harry Bosch. Aus dem Amerikanischen von Sepp Leeb. Kampa Verlag, Zürich, 2024, ISBN 978-3-311-15538-6